# Елвезиево кокиче
Елвезиевото кокиче (Galanthus elwesii) е вид едносемеделно растение от рода Кокиче.

## Разпространение и местообитание
Видът вирее в Централна Европа, Италия, Унгария, Полша, Украйна, западните части на Русия и Балкански полуостров. В България често се среща с изключение на Черноморското крайбрежие, Беласица и Странджа. Местообитанията му достигат на надморска височина до около 2000 m. Расте из храсталаци, гори, скални поляни по варовити почви, по долините на реките в низинния и долния планински пояс върху богати наносни почви.

## Описание
Елвезиевото кокиче е многогодишно тревисто луковично растение с 2 приосновни листа. Стъблото на върха е с един увиснал надолу цвят. Преди отваряне на листната пъпка листата са със завити навътре ръбове. Дължината им е 6 – 7 cm, а ширината 1,7 – 2,2 cm. Околоцветникът е съставен от 6 листчета, външните 3 бели, дълги 15 – 25 mm, обратнояйцевидни до продълговати, а вътрешните почти двойно по-малки, удължено обратояйцевидни до правоъгълни, с две зелени петна – тясно подковообразно на върха и голямо, почти квадратно, при основата. Тичинките са 6 разположени в два кръга. Яйчникът е долен, сферичен или продълговат, тригнезден. Семената са елипсовидни, с роговиден придатък. Цъфтежът е в месеците от януари до април, а плодовете узряват от април до май. Опрашва се от вятъра и от насекоми. Размножава се със семена и вегетативно. Отровно е.